# Pavle Radovanović
Pavle Radovanović (født 21. juni 1975) er en fodbolddommer fra Montenegro. Han har dømt internationalt under det internationale fodboldforbund FIFA siden 2008, hvor han er indrangeret som Category 3-dommer, der er det fjerde højeste niveau for internationale dommere.
Ved siden af sin aktive dommerkarriere arbejder Radovanović som advokat.

## Kampe med danske hold
- Den 17. juli 2007: Kvalifikation til UEFA Cuppen: Bangor City – FC Midtjylland 1-6.
- Den 1. juli 2010: Kvalifikation til Europa League: Randers FC – F91 Dudelange 6-1.
- Den 27. juli 2011: Kvalifikation til Champions League: FC København – Shamrock Rovers 1-0.